# کلووو
کلووو (به لهستانی:  Klwów) یک روستا در لهستان است که در گمینا کلووو واقع شده‌است.